# Mats Lilienberg
Mats Lilienberg, född 22 december 1969 i Vollsjö, är en svensk före detta fotbollsspelare och var anfallare. Lilienberg gjorde fem landskamper och ett mål i landslaget under sin karriär. Lilienberg är aktiv som fotbollstränare och 2024 blev han tränare för Sjöbo IF. 

## Karriär
Under sin aktiva karriär gjorde Mats Lilienberg inte mindre än 78 allsvenska mål totalt för de fyra allsvenska klubbarna han representerade. Lilienberg inledde sin fotbollskarriär i fotbollsklubben Wollsjö AIF. Han fick som 14-åring debutera i A-laget, som då spelade i division 6. Året efter debuten gjorde han hela 54 mål i A-laget. 

### Skyttekung i Trelleborgs FF
1987 gick han till Sjöbo IF, som då spelade i division 3. Efter tre säsonger och efter en succéartad division 4-säsong 1989 kom han till Trelleborgs FF, som tränades av Tom Prahl. Under Prahls ledning kunde Trelleborgs FF avancera till allsvenskan och Lilienberg gjorde 10 mål i Division 1 i fotboll 1991. Trelleborgs FF och Lilienberg gjorde succé i Allsvenskan, och slutade på en tredjeplats 1992 och Lilienberg spelade 28 matcher och gjorde 13 mål. 
Säsongen efter, med sina 18 allsvenska mål på 26 matcher, blev Mats Lilienberg delad vinnare i allsvenskans skytteliga 1993.

### Landslagsdebut och proffs i Tyskland
Den 10 november 1993 debuterade Mats Lilienberg i A-landslaget i en VM-kvalmatch mot Österrike på Ernst Happel stadion, då han ersatte Henrik Larsson i slutet av matchen. I Lilienbergs tredje landskamp, och den första från start, gjorde han sitt enda mål för landslaget i en vänskapsmatch mot USA i Miami den 20 februari 1994. För att ha en chans att slå sig in i truppen till VM 1994 skrev han på för det tyska TSV 1860 München i 2. Bundesliga. Det blev totalt två matcher från start och 11 matcher som inhoppare, och han gjorde 3 mål. TSV 1860 München blev trea och avancerade till Bundesliga, där Lilienbergs första och enda mål kom i den andra omgången mot Bayer Uerdingen den 27 augusti 1994. Den 9 oktober startade Lilienberg sin sista match i den tyska klubben, och flyttade tillbaka till Sverige och IFK Göteborg vid årsskiftet.

### SM-guld med IFK Göteborg
Han gjorde sin tävlingsdebut för IFK Göteborg den 1 mars 1995 i kvartsfinalen mot Bayern München i Uefa Champions League. Returmötet blev 2-2 där ett av målen gjordes av Lilienberg. I allsvenskan 1995 spelade Lilienberg 23 matcher och gjorde 6 mål, och bidrog till att IFK Göteborg kunde bli svenska mästare. Mats Jingblad blev ny tränare och det blev ännu hårdare konkurrens i laget med Andreas Andersson i storform. IFK Göteborg blev även svenska mästare 1996, men Mats Lilienberg fick inte någon guldmedalj eftersom han bara gjorde 5 inhopp och en start mot Örebro SK. Det blev ytterligare ett inhopp mot FC Porto i Champions League i december 1996 innan Lilienberg gick till Halmstad BK där han återförenades med Tom Prahl. 

### SM-guld med Halmstad
1997 var Mats Lilienberg med om att vinna både SM-guld och den allsvenska skytteligan med Halmstad BK. Totalt blev det 14 mål på 26 matcher. Den 29 januari 1998 spelade Lilienberg sin femte och sista landskamp i en vänskapsmatch mot Jamaica i Kingston. Även säsongen därpå spelade han samtliga matcher för Halmstad BK och svarade för 11 mål. Den 10 september 1998 gjorde Lilienberg 4 mål när Halmstad slog IFK Norrköping med 6-4, vilket var Fredrik Ljungbergs sista match i allsvenskan.

### Malmö FF
1999 gick Lilienberg vidare till Malmö FF. Han gjorde mål direkt i den allsvenska debuten på Ruddalen mot Västra Frölunda redan efter 2 minuter och 41 sekunder, vilket blev allsvenskans snabbaste mål den säsongen. Han spelade 24 matcher och gjorde 11 mål, men kunde inte rädda kvar Malmö FF, som åkte ur allsvenskan. Under vårsäsongen i Superettan spelade Lilienberg tillsammans med den unge och lovande Zlatan Ibrahimovic i anfallet, och Lilienberg svarade för 7 mål i Superettan, vilket hjälpte att ta tillbaka Malmö FF till allsvenskan. Lilienberg spelade 21 matcher och gjorde 3 mål i allsvenskan 2001, och slutade på en nionde plats. 2002 blev sista säsongen för Lilienberg i Malmö FF och för tredje gången i Lilienbergs fotbollskarriär fick han Tom Prahl som tränare, men nu fick han mindre med speltid och valde på sommaren 2002 att gå tillbaka till Trelleborgs FF i Superettan. 

### Avslutning i Trelleborg
Med 18 mål 2003 bidrog Lilienberg till att Trelleborgs FF blev klara för allsvenskan igen. Men Skånelaget hamnade sist i allsvenskan 2004. Lilienberg gjorde två allsvenska mål under säsongen. Hans sista mål gjorde han på Vångavallen den 29 augusti 2004 då han kvitterade GIF Sundsvalls 1-0 ledning i den 90 minuten. Mats Lilienberg valde då att avsluta elitkarriären.

### Tränarkarriär
Han fortsatte att spela i Höörs IS, eftersom det var hans bostadsort. Det blev sju säsonger i klubben. Som 43-åring inledde Mats Lilienberg sin tränarkarriär och började med damlaget i Höörs IS. I oktober 2016 tog han jobbet som huvudtränare i division 3-nykomlingen Hörby FF. I oktober 2018 bytte han till IF Lödde. 2019 blev han tränare i Norra Rörums GK. 2022 tränade han Marieholms IS. 2023 blev han tränare för Tollarps IF. I november 2024 blev han tränare för sin gamla klubb Sjöbo IF.

## Meriter
- 5 A-landskamper för Sverige, 1 mål
- Allsvensk skyttekung 1993, 1997
- Svensk mästare med IFK Göteborg 1995,  Halmstads BK 1997

## Klubbar
- Trelleborgs FF (1990–1993)
- 1860 München (1993–1995)
- IFK Göteborg (1995–1996)
- Halmstads BK (1997–1998)
- Malmö FF (1999–2002)
- Trelleborgs FF (2002–2004)

### Webbsidor
- Lista på landskamper, svenskfotboll.se, läst 2013 01 29